# Inđija

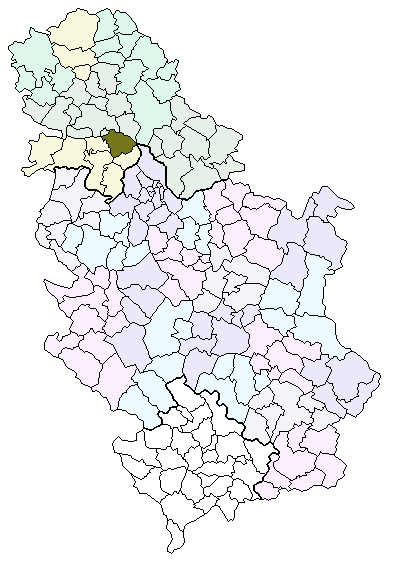

Inđija (serbio cirílico: Инђија), (Lit. "Inyiía") es una ciudad y un municipio en el Distrito de Sirmia (serbio: Srem), en la Provincia de Voivodina, Serbia. En 2002, la ciudad tenía una población total de 26.247 habitantes en un área es de 384 de km². La población del municipio de Inđija es de 49.609 habitantes.

## Nombre
El nombre de la ciudad significa India en serbio arcaico. En serbio, la ciudad es conocida como Inđija (Инђија), en croata como Inđija, en húngaro como Ingyia, en alemán como India, en eslovaco como India o Indjija, y en ruso como Индїя.

## Historia
La primera evidencia comprobable de la existencia de Inđija se encuentra en el estatuto del déspota Jovan Branković de 1496, pero puede que haya existido desde 1455 como posesión de la noble familia húngara Sulyok. Durante la administración otomana (entre los siglos XVI y XVIII), Inđija fue en gran parte poblada por serbios étnicos, y fue parte de la unidad administrativa otomana de Sanjak, en Syrmia.
Desde 1717, Inđija fue parte de la Monarquía de los Habsburgo, y se convirtió en dominio feudal del Conde Marko Pejačević, de la familia Pejačević, originaria de Chiprovtsi, Bulgaria. La antigua Inđija medieval estaba ubicada un poco más hacia el norte de donde se encuentra en el presente. La Inđija de hoy en día fue fundada por colonos serbios de Beška y Patka en 1746.

## Cultura
El 26 de junio de 2007 hubo un concierto de Red Hot Chili Peppers celebrado en Inđija. El concierto duró alrededor de 1 hora 20 minutos y formaba parte del Green Fest. Alrededor de 90.000 a 100.000 personas, muchas de ellas procedentes de los países vecinos, fueron a ver una de las bandas más populares de hoy en día.

## Deporte
Inđija cuenta con el club de fútbol, FK Inđija, el cual compite en la Serbian Super League, y también con un club de fútbol americano llamado Inđija Indians que participa en la liga SAAF.

## Ciudadanos destacados
- Miroslav Raduljica, jugador de baloncesto, medallista en los Juegos Olímpicos de 2016 y en la Copa del Mundo de Baloncesto FIBA 2014.

## Lugares habitados
La municipalidad de Inđija incluye la ciudad de Inđija y los siguientes pueblos:
- Beška
- Jarkovci
- Krčedin
- Ljukovo
- Maradik
- Novi Karlovci (Sase)
- Novi Slankamen
- Slankamenački Vinogradi
- Stari Slankamen
- Čortanovci

## Demografía
- Serbios (84.87%),
- Croatas (3.83%),
- Yugoslavos (1.95%),
- Magiares (1.93%)
- Otros.